# Belvedere Langhe
Belvedere Langhe är en ort och kommun i provinsen Cuneo i regionen Piemonte i Italien. Kommunen hade 368 invånare (2018).